# Detwang

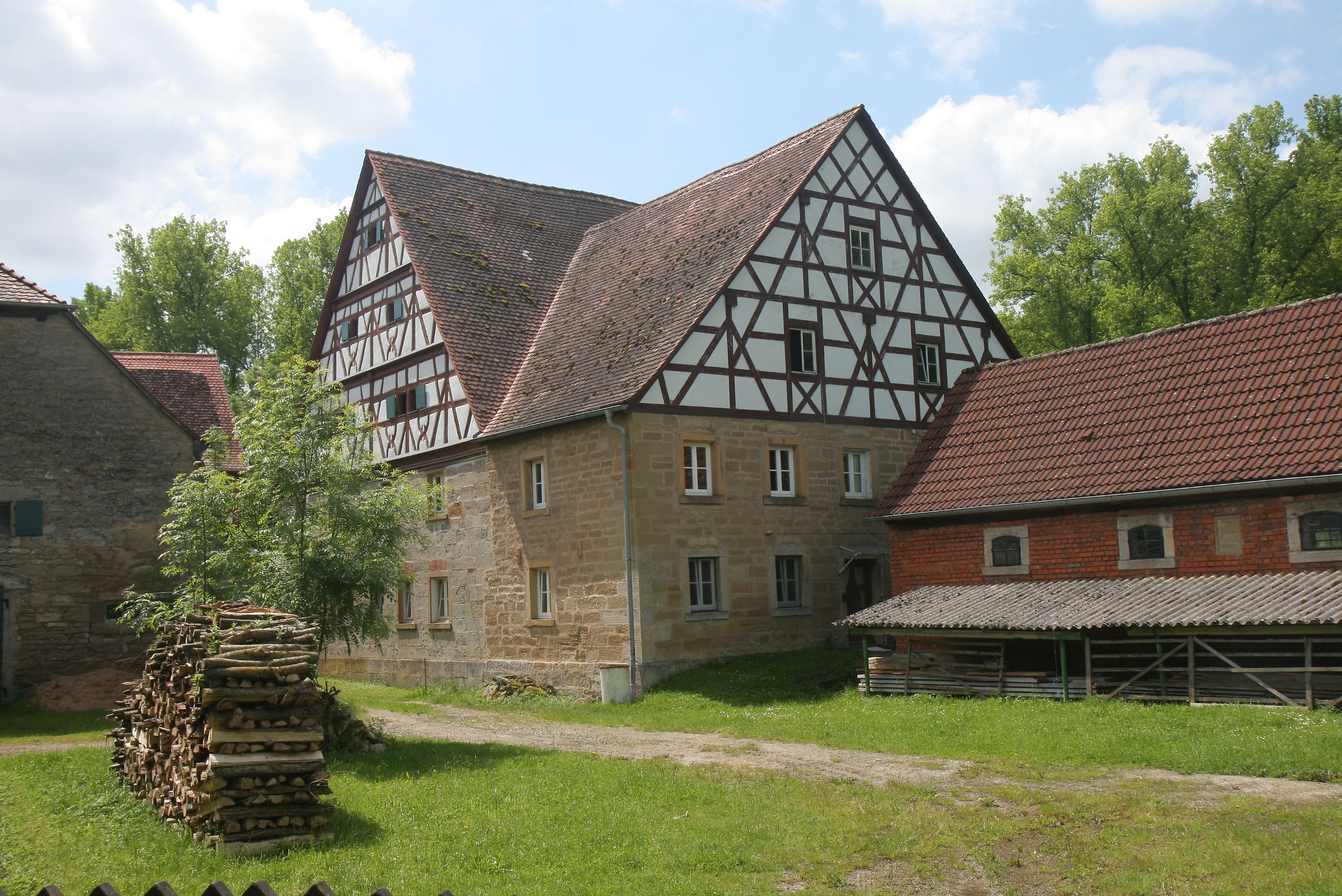
Historische Dorfmühle

Detwang ist ein Gemeindeteil der Großen Kreisstadt Rothenburg ob der Tauber im Landkreis Ansbach (Mittelfranken, Bayern). Detwang liegt in der Gemarkung Rothenburg ob der Tauber.

## Geographie
Das Kirchdorf liegt in Luftlinie weniger als anderthalb Kilometer nordwestlich der Stadtmitte im rund hundert Meter tief eingegrabenen Muschelkalk-Kerbtal der Tauber. Es steht am rechten Flussufer im Auslaufbereich einer kurzen Bachklinge von der rechten Hochebene herab. Wenig aufwärts und südlich befindet sich die Ludlesmühle an einem rechten Mühlkanal, der auch noch Detwang durchzieht, etwas weiter flussabwärts die Langenmühle. Die Talsteige der Staatsstraße 2268 führt in Serpentinen aus der zentralen Stadt (1,2 km südöstlich) nach Detwang herunter und folgt von dort an als Talstraße rechtsseits dem Fluss an einigen Mühlen vorbei nach Bettwar (3,5 km nördlich) als nächstgrößeren Ort. Die Staatsstraße 1020/L 1020 führt nach Reutsachsen (2,5 km westlich). Im Ort stand bis 2020 eine als Naturdenkmal ausgezeichnete Linde, deren Baumkrone in der Nacht von Sonntag auf Montag, 01./02.03.durch starke Windböen abbrach und deswegen beseitigt wurde. Durch den Ort verläuft der Fränkische Marienweg.

## Geschichte
Der Ort wurde 976 als „Datteuuanc“ erstmals urkundlich erwähnt. Der Ortsname leitet sich vom gleichnamigen Flurnamen ab, dessen Grundwort das althochdeutsche Wort „wang“ (= Feld) ist und dessen Bestimmungswort der Personenname „Teto“ ist. 1335 wurde dem Deutschorden eine Weide bei Detwang verliehen. 1383 kaufte die Reichsstadt Rothenburg für 7000 Gulden die Besitzungen des überschuldeten Leibold, Küchenmeister zu Nordenberg, zu dem auch dieser Ort zählte.
Mit dem Gemeindeedikt (frühes 19. Jahrhundert) wurde der Ort dem Steuerdistrikt und der Munizipalgemeinde Rothenburg zugeordnet.

### Einwohnerentwicklung
| Jahr      | 001818 | 001840 | 001871 | 001885 | 001900 | 001925 | 001950 | 001961 | 001970 | 001987 |
| Einwohner | 188    | 170    | 152    | 183    | 168    | 181    | 216    | 183    | 186    | *171   |
| Häuser    | 32     | 32     |        | 32     | 33     | 33     | 33     | 35     |        | *49    |
| Quelle    | [ 10 ] | [ 11 ] | [ 12 ] | [ 13 ] | [ 14 ] | [ 15 ] | [ 16 ] | [ 17 ] | [ 18 ] | [ 1 ]  |

## Religion
Der Ort ist seit der Reformation evangelisch-lutherisch geprägt und bis heute nach St. Jakob (Rothenburg ob der Tauber) gepfarrt. Die Einwohner römisch-katholischer Konfession sind nach St. Johannis (Rothenburg ob der Tauber) gepfarrt.

## Kultur und Sehenswürdigkeiten

### Baudenkmäler

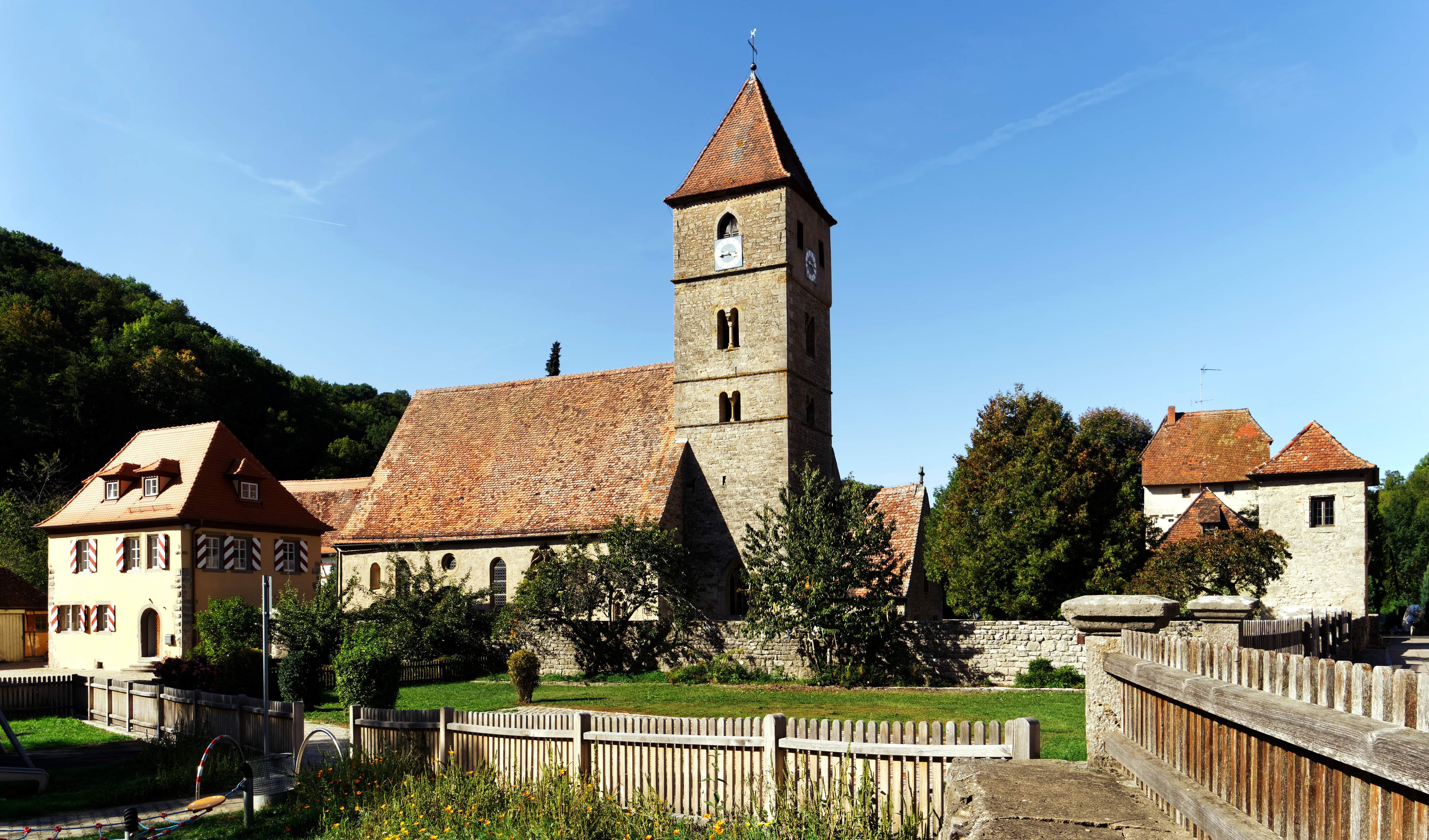
St. Peter und Paul

In Detwang gibt es elf Baudenkmäler:
- Evangelisch-lutherische Pfarrkirche St. Peter und Paul, einschiffig romanisch mit Chorturm, Einwölbung, Sakristei und Totenkapelle gotisch; mit Ausstattung (Altar von Tilman Riemenschneider; Friedhoftor, querrechteckiger romanischer Torbau, nachmittelalterliches Obergeschoss, Walmdach des 18. Jahrhunderts; Friedhof mit Grabsteinen).
- Haus Nr. 1a: Sogenannte Pulvermühle, mit Zwerchhaus, im Kern wohl 16. Jahrhundert, aufgehendes Mauerwerk meist 18./19. Jahrhundert
- Haus Nr. 21: Gasthof Lamm, Mansarddachbau, Steinportal, bez. 1804, historisierend umgebaut 1926; Anbauten mit Fachwerkgiebel, 17. Jahrhundert
- Haus Nr. 22: Stattliches Patrizierhaus, massiver Giebelbau, reich profilierte Fenster und Portale, 16. Jahrhundert
- Haus Nr. 24: Ehemalige Schule, Fachwerkbau mit Mansarddach, verputzt, 18. Jahrhundert
- Haus Nr. 29: Angeblich ehemaliges Schloss der Herren von Nortenberg, turmartiger Bau mit vorkragenden Fachwerkobergeschossen, Krüppelwalmdach, auf 1460 dendrochronologisch bestimmt; Anbau, wohl 15. Jahrhundert, bezeichnet 1833.
- Haus Nr. 30: Dorfmühle, Fachwerkgiebel, im Kern 16. Jahrhundert, umgebaut 1899; zugehörig ehemaliges Klostergebäude, massives Erdgeschoss mit mittelalterlichem Kern, Fachwerkobergeschoss um 1600.
- Haus Nr. 32: Wohnhaus, Walmdach, Rundbogenportal und profilierte Fensterlaibungen, im Kern 16. Jahrhundert, Umbau im 18. Jahrhundert
- Haus Nr. 33: Schmiede, Steinbau mit Satteldach, 1850.
- Steinbrücke über die Tauber, bezeichnet 1603, nach Kriegszerstörung erneuert.
- Zentstein, nachmittelalterlich; südliche Ortsausfahrt

### Rad- und Wanderwege
Detwang liegt am Taubertalradweg. Der etwa 180 Kilometer lange Jakobsweg Main-Taubertal führt ebenfalls durch Detwang.

### Campingplätze
zwei Campingplätze stehen den Touristen zur Verfügung.